# دریاچه کایاوره
دریاچه کایاوره (انگلیسی: Kaiavere lake) یک دریاچه در شهرستان تارتو، استونی است که ۲۵۰ هکتار وسعت دارد.